# Стејтберг (Јужна Каролина)
Стејтберг (енгл. Stateburg) насељено је место без административног статуса у америчкој савезној држави Јужна Каролина.

## Демографија
По попису из 2010. године број становника је 1.380, што је 116 (9,2%) становника више него 2000. године.
| Група             | 2000.       | 2010.         |
| Белци             | 895 (70,8%) | 1.025 (74,3%) |
| Афроамериканци    | 287 (22,7%) | 277 (20,1%)   |
| Азијати           | 26 (2,1%)   | 28 (2,0%)     |
| Хиспаноамериканци | 34 (2,7%)   | 18 (1,3%)     |
| Укупно            | 1.264       | 1.380         |